# H.O. Martinek
H.O. Martinek (24 maggio 1877 – Prittlewell, 1º aprile 1935) è stato un regista e attore francese del cinema muto.

## Biografia
Popolare artista, iniziò a lavorare fin da bambino nel circo e, quindi, nel music hall.
La sua carriera di attore e regista, nonché di sceneggiatore (il suo nome appare nella sceneggiatura di due film), cominciò nel 1909 nel Regno Unito e durò solo sei anni, finendo nel 1915. 
Nel 1909, girò Three-Fingered Kate: Her Second Victim, the Art Dealer, secondo episodio di una serie di gran successo interpretata da sua sorella Ivy Martinek, un'artista circense diventata attrice. Nei due anni seguenti, Martinek firmò ancora altri quattro episodi del serial che, in totale, conta sette titoli. 
Come regista, girò quasi un centinaio di film. Fece l'attore in circa trenta pellicole lavorando quasi sempre per la British & Colonial Kinematograph Company, la società di produzione londinese con cui aveva iniziato la sua carriera cinematografica.

## Filmografia
La filmografia è completa

### Regista
- Shipmates (1909)
- Her Lover's Honour (1909)
- Three-Fingered Kate: Her Second Victim, the Art Dealer (1909)
- The Professor's Twirly-Whirly Cigarettes (1909)
- Drowsy Dick's Dream (1909)
- The Baby, the Boy, and the Teddy Bear (1910)
- A Deal in Broken China (1910)
- Three-Fingered Kate: Her Victim the Banker (1910)
- What Happened to the Dog's Medicine (1910)
- Wanted a Bath Chair Attendant (1910)
- The Butler's Revenge (1910)
- Playing Truant (1910)
- The Kid's Kite (1910)
- A Plucky Lad (1910)
- A Cheap Removal (1910)
- Trust Those You Love (1910)
- The Tables Turned (1910)
- His Master's Voice (1910)
- When Women Join the Force (1910)
- Three-Fingered Kate: The Episode of the Sacred Elephants (1910)
- The Artist's Ruse (1910)
- Only Two Little Shoes (1910)
- Marie's Joke with the Flypapers (1910)
- Lost, a Monkey (1910)
- Drowsy Dick Dreams He's a Burglar (1910)
- The Prehistoric Man (1911)
- Billy's Book on Boxing (1911)
- A Tangle of Fates (1911)
- Her Father's Photograph (1911)
- The Misadventures of Bill the Plumber (1911)
- Giles' First Visit to London (1911)
- Accidents Will Happen (1911)
- Wanted, Field Marshals for the Gorgonzola Army (1911)
- The Wild, Wild Westers (1911)
- The Sacred '?' Elephant (1911)
- The Plum Pudding Stakes (1911)
- A Comrade's Treachery (1911)
- Quits (1911)
- A Noble Revenge (1911)
- The King's Peril (1911)
- A Soldier's Honour (1911)
- The Puritan Maid (1911)
- The Old Gardener (1912)
- The Battalion Shot (1912)
- Two Bachelor Girls (1912)
- Yiddle and His Fiddle (1912)
- The Gentleman Ranker (1912)
- Three-Fingered Kate: The Case of the Chemical Fumes (1912)
- The Bliggs Family at the Zoo (1912)
- A Deal in Crockery (1912)
- Her Bachelor Guardian (1912)
- Dora (1912)
- Autumn Roses (1912)
- Three-Fingered Kate: The Pseudo-Quartette
- Lieutenant Daring and the Plans of the Minefields (1912)
- Don Q and the Artist (1912)
- Don Q, How He Treated the Parole of Gevil Hay (1912)
- Don Q, How He Outwitted Don Luis (1912)
- A Child, a Wand and a Wish (1912)
- The First Chronicles of Don Q: The Dark Brothers of the Civil Guard (1912)
- Lily of Letchworth Lock, co-regia Percy Moran (1912)
- Sagacity Versus Crime (1913)
- In the Grip of Death (1913)
- Stock Is as Good as Money (1913)
- With Human Instinct (1913)
- Signals in the Night (1913)
- His Maiden Aunt (1913)
- The Antique Vase (1913)
- Jobson's Luck (1913)
- The Sanctimonious Spinsters' Society (1913)
- The Chaplet of Pearls (1913)
- Reub's Little Girl (1913)
- The Nest on the Black Cliff (1913)
- The Mystery of the Old Mill (1914)
- The Hidden Witness (1914)
- The Friend in Blue (1914)
- A Warm Reception (1914)
- Black Roderick the Poacher (1914)
- The Rajah's Tiara (1914)
- The Power to Kill (1914)
- The Cornor House Burglary (1914)
- A Desperate Stratagem (1914)
- The Stolen Masterpiece (1914)
- The False Wireless (1914)
- In the Grip of Spies (1914)
- Harry the Swell (1915)
- The Clue of the Cigar Band (1915)
- The Deadly Model (1915)
- At the Torrent's Mercy
- The Octopus Gang (1915)
- The Ingrate (1915)
- Jim the Scorpion (1915)
- Glastonbury Past and Present

### Attore
- Her Lover's Honour, regia di H.O. Martinek (1909)
- The Artist's Ruse, regia di H.O. Martinek (1910)
- Wanted, Field Marshals for the Gorgonzola Army, regia di H.O. Martinek (1911)
- The Wild, Wild Westers, regia di H.O. Martinek (1911)
- The Sacred '?' Elephant, regia di H.O. Martinek (1911)
- The Plum Pudding Stakes, regia di H.O. Martinek (1911)
- Yiddle and His Fiddle, regia di H.O. Martinek (1912)
- The Undergraduate's Visitor, regia di Charles Raymond (1912)
- The Winsome Widow, regia di Charles Raymond (1912)
- Lieutenant Daring Quells a Rebellion, regia di Charles Raymond (1912)
- The Mountaineer's Romance, regia di Charles Raymond (1912)
- From Cowardice to Honour, regia di Charles Raymond (1912)
- Don Q, How He Treated the Parole of Gevil Hay, regia di H.O. Martinek (1912)
- The Antique Vase, regia di H.O. Martinek (1913)
- Sagacity Versus Crime, regia di H.O. Martinek (1913)
- The Nest on the Black Cliff, regia di H.O. Martinek (1913)
- The Mystery of the Old Mill, regia di H.O. Martinek (1913)
- The Hidden Witness, regia di H.O. Martinek (1914)
- The Friend in Blue, regia di H.O. Martinek (1914)
- Black Roderick the Poacher, regia di H.O. Martinek (1914)
- A Desperate Stratagem, regia di H.O. Martinek (1914)
- The Stolen Masterpiece, regia di H.O. Martinek (1914)
- The False Wireless, regia di H.O. Martinek (1914)
- In the Grip of Spies, regia di H.O. Martinek (1914)
- Harry the Swell, regia di H.O. Martinek (1915)
- The Clue of the Cigar Band, regia di H.O. Martinek (1915)
- The Deadly Model, regia di H.O. Martinek (1915)

### Sceneggiatore
- Her Lover's Honour, regia di H.O. Martinek (1909)
- The Old Gardener, regia di H.O. Martinek (1912)